# Ludwig August Lebrun
Ludwig August Lebrun (Mannheim, ... – Berlino, 16 dicembre 1790) è stato un oboista e compositore tedesco.
Non è nota la nata di nascita, ma venne battezzato il 2 maggio 1752.

## Biografia

### I primi anni
Lebrun nacque a Mannheim e, fin da giovane, venne riconosciuto come un musicista virtuoso (un contemporaneo descrive di essere rimasto affascinato dal suo oboe divino). Già dall'età di 12 anni iniziò a suonare presso l'orchestra del Principe Elettore Carl Theodor e ne divenne membro a pieno titolo a soli 16 anni. Contemporaneo di Carl Stamitz e di Anton Stamitz, fu un esponente della scuola di Mannheim.
Anche il padre, pure lui oboista, forse di origine belga, lavorava presso la corte.

### Gli anni successivi
Nell'estate 1778, Lebrun sposò il soprano Franziska Danzi, una delle più note cantanti liriche dell'epoca e sorella del compositore Franz Danzi. Con lei viaggerà in diverse città dell'Europa: Milano, Parigi, Londra, Vienna, Praga, Napoli, Monaco e Berlino. Vennero specificatamente per loro composte diverse arie con l'oboe utilizzato come strumento obbligato. Tra di esse possiamo ricordare quelle presenti in Günther von Schwarzburg (1777) di Ignaz Holzbauer, ne L'Europa riconosciuta (1778) di Antonio Salieri e in Castore e Polluce (1787) di Georg Joseph Vogler.
La coppia ebbe due figli: la pianista Sophie Lebrun (1781-1815) e la cantante lirica e attrice Rosine Lebrun (1783-1855).
Ludwig August Lebrun morì a Berlino, all'età di 38 anni, a causa di un'infiammazione al fegato.

### Critica
Lo storico della musica Charles Burney scrive, riguardo alla coppia di musicisti, che "Franziska Danzi e l'eccellente oboista Lebrun viaggiano sempre insieme, e sembra che lei non ascolti nient'altro se non il suo strumento perché, quando si esibiscono insieme per terze o per seste, non si riesce a distinguere quale sia la voce più alta e quale sia quella più bassa".

## Opere
Lebrun scrisse sei concerti per oboe e orchestra:
- n. 1 in re minore;
- n. 2 in sol minore;
- n. 3 in do maggiore;
- n. 4 in si bemolle maggiore;
- n. 5 in do maggiore;
- n. 6 in fa maggiore.

Scrisse inoltre alcune opere per altri strumenti musicali, tra le quali ricordiamo:
- I balletti Armida e Adèle de Ponthieu;
- Un concerto per clarinetto e orchestra in si bemolle maggiore;
- Duetti per violini e viole;
- Duetti per flauto;
- Trii per flauto.